# Snowclone

Snowclone est le terme anglais qui désigne une locution ou une phrase connue très souvent parodiée. Contrairement aux clichés invariables, les snowclones opèrent comme des expressions à trous (« ce qui ne me […] me rend plus fort ») et viennent souvent de la culture populaire, avec des sources diverses, que ce soit l'actualité politique, le cinéma, la comédie, de la publicité, etc. Ce type d'expressions apparaît notamment dans les titres d'articles de presse, de romans et sur Internet. Le terme, qui n'a pas d'équivalent strict en français, vient de la croyance populaire selon laquelle il existerait de nombreux mots esquimaux pour désigner la neige.

## Exemples en français
- « [VERBE À L'INFINITIF] TUE. » – De l'inscription sur les paquets de cigarettes : « FUMER TUE ».
- « [Untel] est mort, vive [Untel] ! » – De la phrase rituelle historique : « Le roi est mort, vive le roi ! »
- « Je suis [adjectif] mais je me soigne. » – Du titre du film Je suis timide mais je me soigne.
- « Dur, dur d'être un [nom commun] ! » – De la chanson de Jordy, Dur dur d'être bébé.
- « Ils sont fous, ces [adjectif de nationalité ou autre] ! » – De la phrase fétiche du personnage Obélix, « Ils sont fous, ces Romains ! », dans la série de bande dessinée Astérix.
- « [Nom] sera [adjectif] ou ne sera pas. » – De la phrase attribuée à André Malraux : « Le XXIe siècle sera spirituel ou ne sera pas », ou encore, plus probablement, de la phrase d'Adolphe Thiers : « La République sera conservatrice ou ne sera pas. »
- « Sois [adjectif] et tais-toi. » – De Sois belle et tais-toi, titre du film de Marc Allégret, 1958.
- « Le monde se divise en deux catégories : ceux qui [verbe conjugué] et ceux qui [verbe conjugué différent]. » – De la réplique du film Le Bon, la Brute et le Truand : « Le monde se divise en deux catégories : ceux qui ont un pistolet chargé et ceux qui creusent. Toi, tu creuses. » (On trouve également « se partage en deux catégories ».)
- « Dis-moi ce que tu [verbe conjugué au présent de l'indicatif], je te dirai qui tu es. » – De la citation de Jean Anthelme Brillat-Savarin : « Dis-moi ce que tu manges, je te dirai qui tu es. »
- « [Nom], c'est bon, mangez-en. » – Du slogan publicitaire « Les quenelles Petit-Jean, c'est bon, mangez-en », 1992[2].)
- « Si [Nom propre] n'existait pas, il faudrait l'inventer. » – De la phrase de Voltaire : « Si Dieu n'existait pas, il faudrait l'inventer », déjà repérée comme une idée reçue au XIXe siècle par Gustave Flaubert.
- « [Nom] est l'espéranto du [nom]. » – Pour quelque chose servant d'adhésion universelle dans un domaine[Quoi ?], comme la citation : « Le sport est l'espéranto de la population », de Jean Giraudoux.[réf. nécessaire]
- « Et à la fin c'est [Pays ou Personne] qui gagne. » – De la phrase du footballeur anglais Gary Lineker après la Coupe du monde 1990 : « Le football est un jeu où 22 personnes courent, jouent au ballon et où un arbitre fait un tas d'erreur, et à la fin l'Allemagne gagne toujours. »[3]
- « [X] est le nouveau [Y]. » – De la phrase de Gloria Vanderbilt : « Pink is the new black. »[4] Ce snowclone est très souvent utilisé dans les magazines de mode et dans le langage publicitaire[5].
- « [Nom] m'a tuer. » – De la phrase grammaticalement incorrecte « Omar m'a tuer », inscription trouvée en lettres de sang sur l'une des portes de la maison de Ghislaine Marchal, pour le meurtre de laquelle Omar Raddad a été jugé coupable.
- « Liberté, Égalité, [X]. » – De la devise de la République française, « Liberté, Égalité, Fraternité ». On la retrouve souvent dans des articles qui capturent l'essence de l'esprit français[Quoi ?] dans diverses situations, comme dans « Liberté, Égalité, Gratuité » pour discuter de la gratuité des transports en France[6], ou « Liberté, Égalité, Camembert » pour discuter des appellations d'origine contrôlée autour du camembert[7].
- « [adjectif]-itude » – D'un barbarisme de Ségolène Royal qui parlait de la « bravitude » (au lieu de bravoure) du peuple chinois.
- « Le bonheur est dans le [nom]. » - Du film Le Bonheur est dans le pré d'Étienne Chatiliez.
- « Le/la [nom] est un long fleuve tranquille. » (s'emploie également au négatif : Le/la [nom] n'est pas un long fleuve tranquille.  - Du film La vie est un long fleuve tranquille d'Étienne Chatiliez.
- « Il faut sauver le soldat [nom]. » - Du film Il faut sauver le soldat Ryan, de Steven Spielberg.
- « On a tous quelque chose en nous de [nom]. »[8], d'après une phrase de la chanson Quelque chose de Tennessee de Johnny Hallyday.